# Riu Biloxi

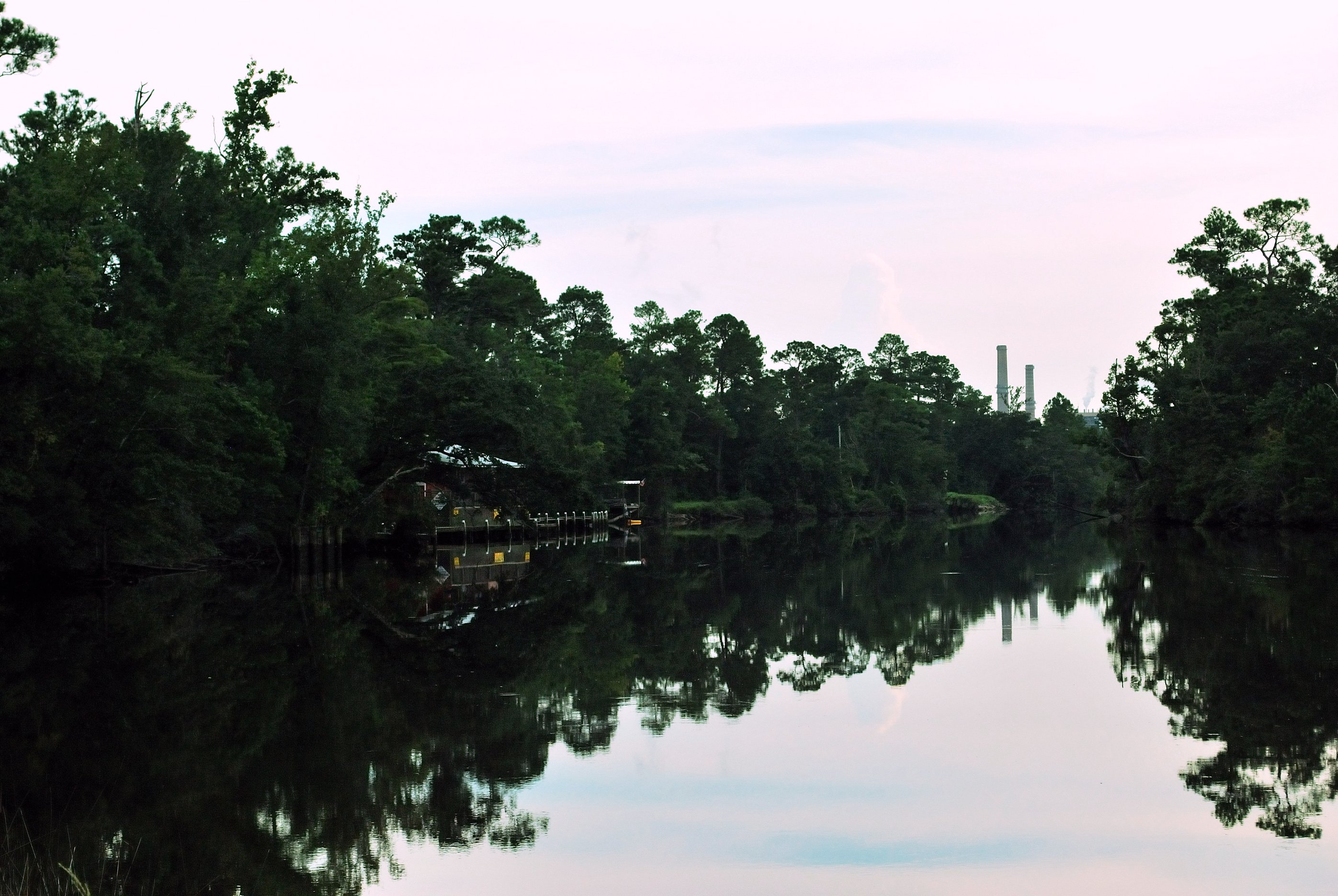
Aspecte d'un tram del Biloxi

El Biloxi és un curs d'aigua a l'estat nord-americà de Mississipi. El riu Biloxi rep el nom dels indis biloxi, però el significat originari del mot "biloxi" és obscur. Els noms de les variants són "Oka Chambala" i "Viloxy".
La conca del Biloxi és una de les deu que s'inclouen a la conca costanera de Mississipi i un dels quatre grans rius d'aquesta conca. El Saucer Creek i el Little Biloxi en son afluents. A la conca hi ha registrades set graveres, algunes d'elles encara en explotació.
La conca del riu Biloxi es troba al nord-oest de la badia de Biloxi i és la subconca més gran de la conca hidrogràfica costanera de Mississipi (172.680 acres). Els principals tipus de coberta del sòl dins de la conca són boscos (65 %) i terres àrides (22 %). Una part de la conca és designat com el Bosc Nacional De Soto. A la seva conca hi ha les municipalitats de Saucier, Howison i McHenry.
A la conca hi ha set sorreres i graveres. També hi ha vint-i-vuit preses a la seva conca, incloent la que forma el llac Scarborough, que figura com un perill potencial per a les zones aigües avall. Hi ha contaminació de fons no puntual associada a aigües pluvials i aigües residuals deficientment tractades al llarg del riu és una font principal de contaminants d'aquesta conca. No s'identificaren sistemes de recollida d'aigües residuals en aquesta zona. La conca és poc poblada. Els sòls van des de pobres o clars fins a bona pel que fa a la idoneïtat per a sistemes sèptics.
Els usos de les aigües designades per a la conca inclouen els usos recreatius, la propagació de peixos i altra vida salvatge, la propagació d'espècies amenaçades i en perill d'extinció, pesca comercial i recol·lecció de marisc i subministrament d'aigua industrial. Tres masses d'aigua a la conca figuren a la llista estatal d'aigües deteriorades La conca s'estima amb una superfície en 171.503 acres (69.407 Ha) amb un predomini forestal (111.666 ac., 65,11%), seguit per erms i bosquines (38.395 ac., 22,39%), conreus i pastures (15.640 ac., 9,12%), urbanitzat (5.054 ac., 2,95%), i zones humides (748 ac.,0,43%).
Pel que fa a la fauna d'interès per a la conservació hi habita la subespècie Acipenser oxyrinchus desotoi.